# 1964 في أستراليا
فيما يلي قوائم الأحداث التي وقعت خلال عام 1964 في أستراليا.

## رياضة
- 1 يناير – البطولات الأسترالية 1964

## مواليد

### يناير
- 1 يناير – توبا خضوري رسامة أمريكية.[1]
- 1 يناير – ريتشل خضوري رسامة أمريكية.[2]
- 1 يناير – غريغ رووي ممثل أسترالي.
- 25 يناير – ستيفن بات درّاج طريق أسترالي.

### مارس
- 29 مارس – إيل ماكفيرسون

### أبريل
- 15 أبريل – لي كرناغهان[3]
- 24 أبريل – مايكل جرندا درّاج طريق أسترالي.

### مايو
- 22 مايو – جيمس غرانت لاعب كرة قدم أسترالي.
- 28 مايو – جيف فينيش ملاكم أسترالي.

### يونيو
- 3 يونيو – ماثيو ريان متسابق حدث أسترالي.
- 28 يونيو – بيتر غودارد متسابق دراجات نارية أسترالي.

### سبتمبر
- 5 سبتمبر – فرانك فارينا[4]
- 11 سبتمبر – كاثي وات متسابقة دراجات أسترالية.[5]
- 16 سبتمبر – غلين بيرنغن سبّاح أسترالي.

### نوفمبر
- 5 نوفمبر – فنتون سكوت لاعب كرة سلة أسترالي.
- 9 نوفمبر – مارك دالتون لاعب كرة سلة أسترالي.

## وفيات

### ديسمبر
- 8 ديسمبر – جورج وورثينغتون (مواليد 1928) لاعب كرة مضرب أسترالي.